# Casa de Oro-Mount Helix
Casa de Oro-Mount Helix – jednostka osadnicza w Stanach Zjednoczonych, w stanie Kalifornia, w hrabstwie San Diego.